# カンヌ国際映画祭 監督賞
カンヌ国際映画祭 監督賞（Prix de la mise en scène）は、カンヌ国際映画祭の部門の一つ。

## 概要
コンペティション部門に出品された作品の監督から選出される。1946年から授与されている。
監督賞とパルム・ドールを同時受賞したのは、1991年のコーエン兄弟の『バートン・フィンク』、2003年のガス・ヴァン・サントの『エレファント』の2回である。
最多受賞者は、『バートン・フィンク』『ファーゴ』『バーバー』で3回受賞したコーエン兄弟。2回受賞したのはルネ・クレマン、セルゲイ・ユトケーヴィッチ、ロベール・ブレッソン、ジョン・ブアマンの4人。

## 監督創造大賞
1983年の第36回カンヌ国際映画祭においては、「監督賞」ではなく例外的に「監督創造大賞」が付与されている。
これはアンドレイ・タルコフスキー(『ノスタルジア』)とロベール・ブレッソン(『ラルジャン』)の両監督が、大賞受賞を条件とした作品出品を要求したことによる特別措置である。

## 受賞一覧
| 開催年 | 受賞者                                     | 題名 原題                                                                              | 受賞者の国籍                               |
| ------ | ------------------------------------------ | -------------------------------------------------------------------------------------- | ------------------------------------------ |
| 1946年 | ルネ・クレマン                             | 鉄路の闘い La Bataille du rail                                                         | フランス                                   |
| 1947年 | 受賞なし                                   | 受賞なし                                                                               | 受賞なし                                   |
| 1949年 | ルネ・クレマン                             | 鉄格子の彼方 Le mura di Malapaga                                                       | フランス                                   |
| 1951年 | ルイス・ブニュエル                         | 忘れられた人々 Los olvidados                                                           | メキシコ                                   |
| 1952年 | クリスチャン＝ジャック                     | 花咲ける騎士道 Fanfan la Tulipe                                                        | フランス                                   |
| 1953年 | 受賞なし                                   | 受賞なし                                                                               | 受賞なし                                   |
| 1954年 | 受賞なし                                   | 受賞なし                                                                               | 受賞なし                                   |
| 1955年 | ジュールズ・ダッシン                       | 男の争い Rififi                                                                        | アメリカ合衆国                             |
| 1955年 | セルゲイ・ワシーリエフ                     | Герои Шипки                                                                            | ソビエト連邦                               |
| 1956年 | セルゲイ・ユトケーヴィッチ                 | オセロ Othello                                                                         | ソビエト連邦                               |
| 1957年 | ロベール・ブレッソン                       | 抵抗 -死刑囚の手記より- Un condamné à mort s'est échappé ou Le vent souffle où il veut | フランス                                   |
| 1958年 | イングマール・ベルイマン                   | 女はそれを待っている Nära livet                                                        | スウェーデン                               |
| 1959年 | フランソワ・トリュフォー                   | 大人は判ってくれない Les quatre cents coups                                            | フランス                                   |
| 1960年 | 受賞なし                                   | 受賞なし                                                                               | 受賞なし                                   |
| 1961年 | ユーリア・ソーンツェワ                     | 戦場 Povest plamennykh let                                                             | ソビエト連邦                               |
| 1962年 | 受賞なし                                   | 受賞なし                                                                               | 受賞なし                                   |
| 1963年 | 受賞なし                                   | 受賞なし                                                                               | 受賞なし                                   |
| 1964年 | 受賞なし                                   | 受賞なし                                                                               | 受賞なし                                   |
| 1965年 | リヴィウ・チュレイ                         | Padurea spânzuratilor                                                                  | ルーマニア                                 |
| 1966年 | セルゲイ・ユトケーヴィッチ                 | ウラジミール・レーニンの想い出 Lenin v Polshe                                          | ソビエト連邦                               |
| 1967年 | コーシャ・フェレンツ                       | 一万の太陽 Tízezer nap                                                                 | ハンガリー                                 |
| 1968年 | 五月革命で中止                             | 五月革命で中止                                                                         | 五月革命で中止                             |
| 1969年 | グラウベル・ローシャ                       | アントニオ・ダス・モルテス Antônio das Mortes                                          | ブラジル                                   |
| 1969年 | ヴォイチェフ・ヤスニー                     | Všichni dobří rodáci                                                                   | チェコスロバキア                           |
| 1970年 | ジョン・ブアマン                           | 最後の栄光 Leo the Last                                                                | イギリス                                   |
| 1971年 | 受賞なし                                   | 受賞なし                                                                               | 受賞なし                                   |
| 1972年 | ミクロシュ・ヤンチョー                     | Még kér a nép                                                                          | ハンガリー                                 |
| 1973年 | 受賞なし                                   | 受賞なし                                                                               | 受賞なし                                   |
| 1974年 | 受賞なし                                   | 受賞なし                                                                               | 受賞なし                                   |
| 1975年 | ミシェル・ブロー                           | Les Ordres                                                                             | カナダ                                     |
| 1975年 | コスタ＝ガヴラス                           | Section spéciale                                                                       | ギリシャ                                   |
| 1976年 | エットーレ・スコラ                         | 醜い奴、汚い奴、悪い奴 Brutti, sporchi e cattivi                                       | イタリア                                   |
| 1977年 | 受賞なし                                   | 受賞なし                                                                               | 受賞なし                                   |
| 1978年 | 大島渚                                     | 愛の亡霊                                                                               | 日本                                       |
| 1979年 | テレンス・マリック                         | 天国の日々 Days of Heaven                                                              | アメリカ合衆国                             |
| 1980年 | 受賞なし                                   | 受賞なし                                                                               | 受賞なし                                   |
| 1981年 | 受賞なし                                   | 受賞なし                                                                               | 受賞なし                                   |
| 1982年 | ヴェルナー・ヘルツォーク                   | フィツカラルド Fitzcarraldo                                                            | 西ドイツ                                   |
| 1983年 | ロベール・ブレッソン                       | ラルジャン L'Argent                                                                    | フランス                                   |
| 1983年 | アンドレイ・タルコフスキー                 | ノスタルジア Nostalghia                                                                | ソビエト連邦                               |
| 1984年 | ベルトラン・タヴェルニエ                   | 田舎の日曜日 Un dimanche à la campagne                                                 | フランス                                   |
| 1985年 | アンドレ・テシネ                           | ランデヴー Rendez-vous                                                                 | フランス                                   |
| 1986年 | マーティン・スコセッシ                     | アフター・アワーズ After Hours                                                         | アメリカ合衆国                             |
| 1987年 | ヴィム・ヴェンダース                       | ベルリン・天使の詩 Der Himmel über Berlin                                              | 西ドイツ                                   |
| 1988年 | フェルナンド・E・ソラナス                  | スール/その先は…愛 Sur                                                                 | アルゼンチン                               |
| 1989年 | エミール・クストリッツァ                   | ジプシーのとき Time of the Gypsies                                                     | ユーゴスラビア                             |
| 1990年 | パーヴェル・ルンギン                       | タクシー・ブルース Taxi Blues                                                          | ソビエト連邦                               |
| 1991年 | ジョエル・コーエン                         | バートン・フィンク Barton Fink                                                         | アメリカ合衆国                             |
| 1992年 | ロバート・アルトマン                       | ザ・プレイヤー The Player                                                              | アメリカ合衆国                             |
| 1993年 | マイク・リー                               | ネイキッド 快感に満ちた苦痛 Naked                                                      | イギリス                                   |
| 1994年 | ナンニ・モレッティ                         | 親愛なる日記 Caro diario                                                               | イタリア                                   |
| 1995年 | マチュー・カソヴィッツ                     | 憎しみ La Haine                                                                        | フランス                                   |
| 1996年 | ジョエル・コーエン                         | ファーゴ Fargo                                                                         | アメリカ合衆国                             |
| 1997年 | ウォン・カーウァイ                         | ブエノスアイレス 春光乍洩                                                              | イギリス領香港                             |
| 1998年 | ジョン・ブアマン                           | ジェネラル 天国は血の匂い The General                                                  | イギリス                                   |
| 1999年 | ペドロ・アルモドバル                       | オール・アバウト・マイ・マザー Todo sobre mi madre                                     | スペイン                                   |
| 2000年 | エドワード・ヤン                           | ヤンヤン 夏の想い出 一一                                                               | 台湾                                       |
| 2001年 | ジョエル・コーエン                         | バーバー The Man Who Wasn't There                                                      | アメリカ合衆国                             |
| 2001年 | デヴィッド・リンチ                         | マルホランド・ドライブ Mulholland Drive                                                | アメリカ合衆国                             |
| 2002年 | イム・グォンテク                           | 酔画仙 취화선                                                                          | 韓国                                       |
| 2002年 | ポール・トーマス・アンダーソン             | パンチドランク・ラブ Punch-Drunk Love                                                  | アメリカ合衆国                             |
| 2003年 | ガス・ヴァン・サント                       | エレファント Elephant                                                                  | アメリカ合衆国                             |
| 2004年 | トニー・ガトリフ                           | 愛より強い旅 Exils                                                                     | フランス                                   |
| 2005年 | ミヒャエル・ハネケ                         | 隠された記憶 Caché                                                                     | オーストリア                               |
| 2006年 | アレハンドロ・ゴンサレス・イニャリトゥ     | バベル Babel                                                                           | メキシコ                                   |
| 2007年 | ジュリアン・シュナーベル                   | 潜水服は蝶の夢を見る The Diving Bell and the Butterfly                                 | アメリカ合衆国                             |
| 2008年 | ヌリ・ビルゲ・ジェイラン                   | スリー・モンキーズ Üç Maymun                                                           | トルコ                                     |
| 2009年 | ブリランテ・メンドーサ                     | キナタイ-マニラ・アンダーグラウンド- Kinatay                                           | フィリピン                                 |
| 2010年 | マチュー・アマルリック                     | さすらいの女神たち Tournée                                                             | フランス                                   |
| 2011年 | ニコラス・ウィンディング・レフン           | ドライヴ Drive                                                                         | アメリカ合衆国                             |
| 2012年 | カルロス・レイガダス                       | 闇のあとの光 Post Tenebras Lux                                                         | メキシコ                                   |
| 2013年 | アマト・エスカランテ                       | エリ Heli                                                                              | メキシコ                                   |
| 2014年 | ベネット・ミラー                           | フォックスキャッチャー Foxcatcher                                                      | アメリカ合衆国                             |
| 2015年 | ホウ・シャオシェン                         | 黒衣の刺客 聶影娘                                                                      | 台湾                                       |
| 2016年 | クリスティアン・ムンジウ                   | エリザのために Bacalaureat                                                             | ルーマニア                                 |
| 2016年 | オリヴィエ・アサイヤス                     | パーソナル・ショッパー Personal Shopper                                                | フランス                                   |
| 2017年 | ソフィア・コッポラ                         | The Beguiled/ビガイルド 欲望のめざめ The Beguiled                                      | アメリカ合衆国                             |
| 2018年 | パヴェウ・パヴリコフスキ                   | COLD WAR あの歌、2つの心 Cold War                                                      | ポーランド                                 |
| 2019年 | ジャン＝ピエール&リュック・ダルデンヌ      | その手に触れるまで Le Jeune Ahmed                                                      | ベルギー                                   |
| 2020年 | 新型コロナウイルス感染症の世界的流行で中止 | 新型コロナウイルス感染症の世界的流行で中止                                             | 新型コロナウイルス感染症の世界的流行で中止 |
| 2021年 | レオス・カラックス                         | アネット Annette                                                                       | フランス                                   |
| 2022年 | パク・チャヌク                             | 別れる決心 헤어질 결심                                                                 | 韓国                                       |
| 2023年 | トラン・アン・ユン                         | ポトフ 美食家と料理人 The Taste of Things                                              | フランス/ ベトナム                         |
| 2024年 | ミゲル・ゴメス                             | グランド・ツアー Grand Tour                                                            | ポルトガル                                 |

## 関連事項
- ベルリン国際映画祭 銀熊賞 (監督賞)
- ヴェネツィア国際映画祭 銀獅子賞 (監督賞)